# 구슬 공주
"구슬 공주"는 한국에서 제작된 이규웅 감독의 1968년 영화이다. 오영일 등이 주연으로 출연하였고 우기동 등이 제작에 참여하였다.

## 출연

### 주연
- 오영일
- 홍세미
- 김동원

## 기타
- 원작자: 김영곤
- 조명: 강용신
- 미술: 송백규